# Reserva Extrativista Riozinho do Anfrísio
A Reserva Extrativista Riozinho do Anfrísio é uma unidade de conservação brasileira de uso sustentável da natureza localizada no estado do Pará, com território distribuído pelos municípios de Altamira, Itaituba, Rurópolis e Trairão.

## Histórico
Riozinho do Anfrísio foi criada através de Decreto sem número emitido pela Presidência da República em 8 de novembro de 2004, com uma área de 737 049,36 ha.